# Circunscripción electoral de Vizcaya (capital)
Vizcaya (capital) fue una de las dos circunscripciones en que se dividió la provincia de Vizcaya para las elecciones a Cortes durante la Segunda República española.

## Relación de candidatos electos por proceso electoral
| Candidato electo         | Votos  |
| ------------------------ | ------ |
| Indalecio Prieto Tuero   | 31 154 |
| Luis Araquistáin Quevedo | 30 644 |
| Ramón Aldasoro Galarza   | 30 294 |
| Vicente Fatrás Neira     | 30 292 |
| Manuel Eguileor Orueta   | 22 731 |
| José Horn Areilza        | 22 726 |

| Candidato electo                | Votos  |
| ------------------------------- | ------ |
| José Horn Areilza               | 55 840 |
| Manuel Robles Aránguiz          | 55 984 |
| Juan Antonio de Careaga Andueza | 55 780 |
| Ramón de Vicuña Epalza          | 55 805 |
| Indalecio Prieto Tuero          | 50 130 |
| Manuel Azaña Díaz               | 49 974 |

| Candidato electo             | Votos  |
| ---------------------------- | ------ |
| Mariano Ruiz Funes García    | 69 240 |
| Julián Zugazagoitia Mendieta | 69 062 |
| Indalecio Prieto Tuero       | 68 913 |
| Leandro Carro Hernaez        | 68 837 |
| José Horn Areilza            | 43 223 |
| Manuel Robles Aranguiz       | 43 099 |